# Carlton County
Carlton County is een county in de Amerikaanse staat Minnesota.
De county heeft een landoppervlakte van 2.228 km² en telt 31.671 inwoners (volkstelling 2000). De hoofdplaats is Carlton.

## Bevolkingsontwikkeling

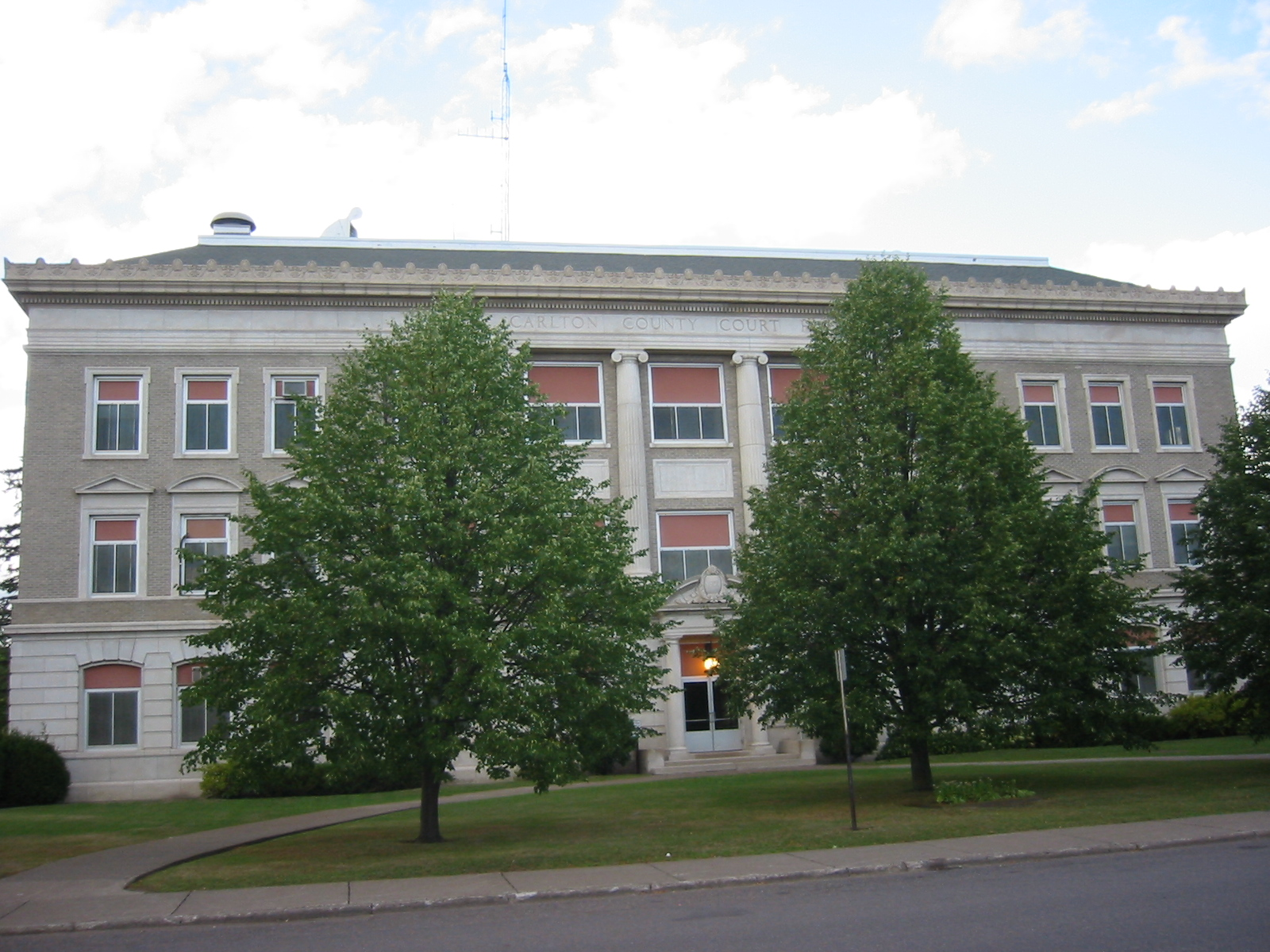
Carlton County Courthouse